# Санкт-Освальд-Ридльхютте
Санкт-Освальд-Ридльхютте (нем. Sankt Oswald-Riedlhütte) — община в Германии, в Республике Бавария.
Община расположена в правительственном округе Нижняя Бавария в районе Фрайунг-Графенау. Население составляет 3043 человека (на 31 декабря 2010 года). Занимает площадь 40,28 км².
Община подразделяется на 8 сельских округов.

## Население
По оценке на 31 декабря 2015 года население общины Санкт-Освальд-Ридльхютте составляет 2848 чел. 

| Дата      | 1840 | 1871 | 1900 | 1925 | 1939 | 1950 | 1961 | 1970 | 1987 | 2011 |
| --------- | ---- | ---- | ---- | ---- | ---- | ---- | ---- | ---- | ---- | ---- |
| Население | 898  | 1283 | 1514 | 1974 | 2290 | 2933 | 3069 | 3239 | 3103 | 2971 |

| Год       | 1960 | 1970 | 1980 | 1990 | 2000 | 2009 | 2010 | 2011 | 2012 | 2013 | 2014 | 2015 |
| --------- | ---- | ---- | ---- | ---- | ---- | ---- | ---- | ---- | ---- | ---- | ---- | ---- |
| Население | 3197 | 3291 | 3123 | 3130 | 3219 | 3044 | 3043 | 2948 | 2928 | 2864 | 2864 | 2848 |